# Hidrocentrală pe firul apei

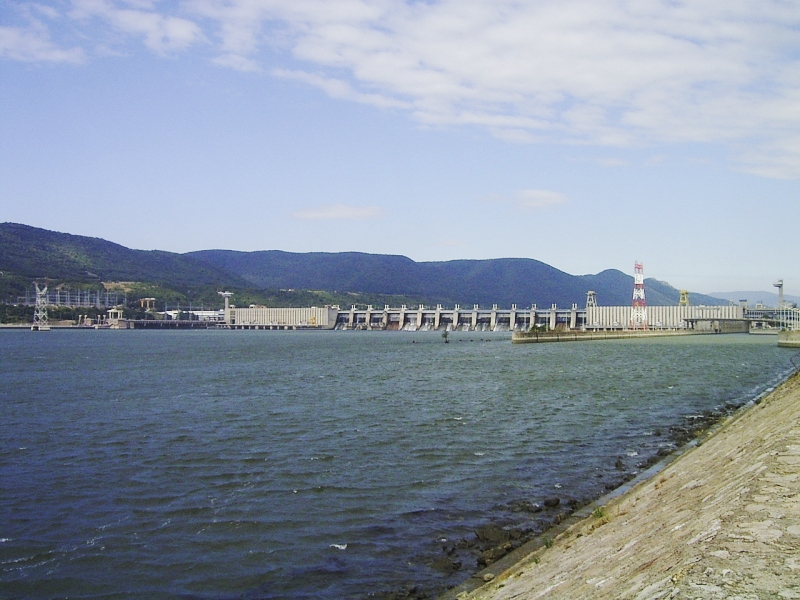
Porțile de Fier I pe Dunăre, lângă Turnu Severin, România este una dintre cele mai mari hidrocentrale pe firul apei.

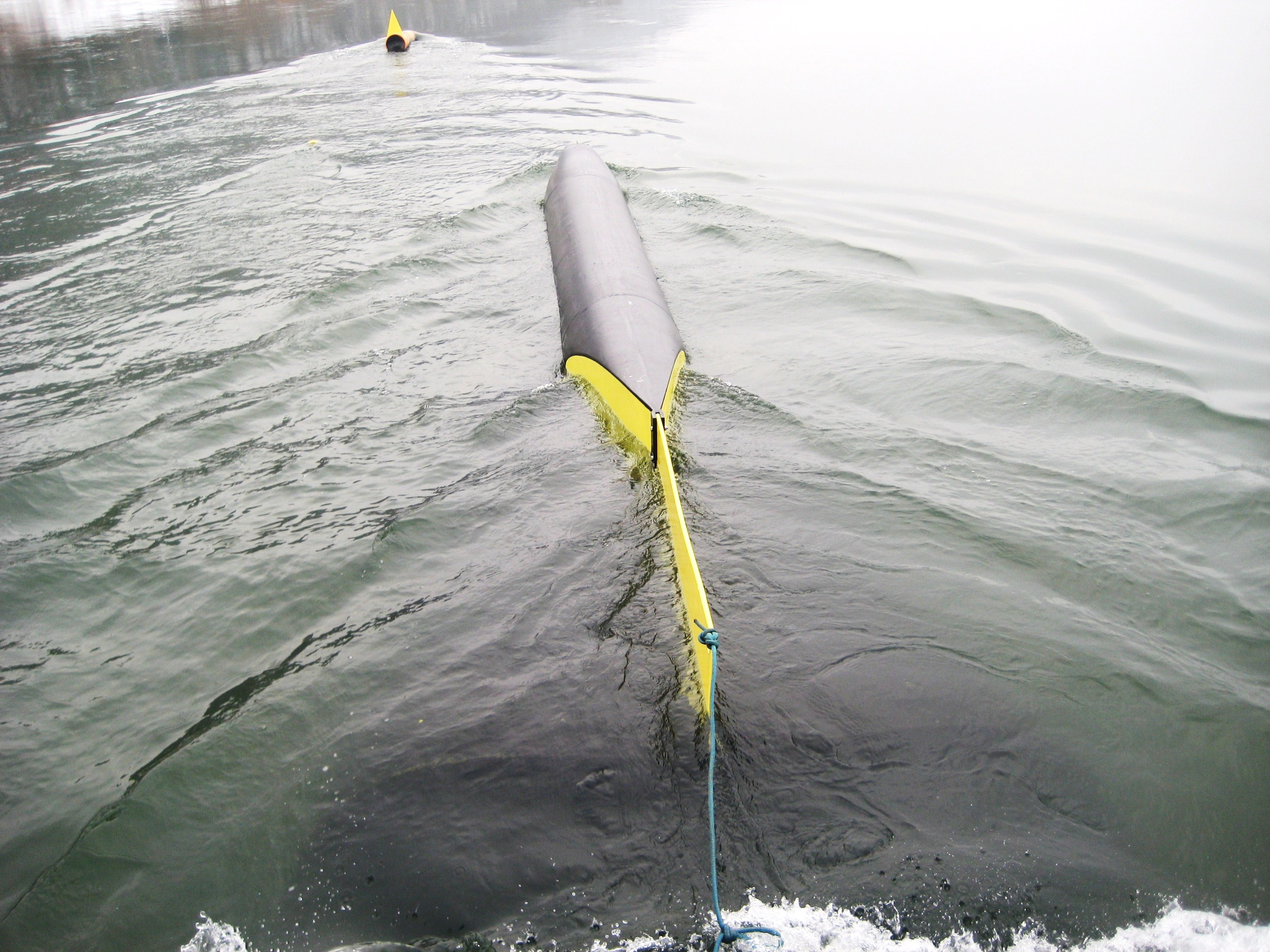
O mică hidrocentrală pe firul apei, plutitoare, în Austria

O hidrocentrală pe firul apei este un tip de hidrocentrală care poate să nu stocheze deloc apa, sau pot stoca o cantitate limitată de apă, într-un lac de acumulare. O centrală fără lac de acumulare depinde de debitul sezonier al râului pe care este instalată, astfel încât instalația va funcționa ca o sursă de energie regenerabilă variabilă⁠(d). Hidrocentralele convenționale utilizează lacuri de acumulare, care administrează apa în vederea combaterii inundațiilor, a dispecerizării generării de energie electrică și a furnizării de apă pentru irigații în agricultura.

## Descriere
Hidroecentralele pe firul apei sunt considerate optime pentru pâraiele sau râurile care au cel puțin un debit minim constant sau cele care au un lac în amonte.
De obicei se construiește un baraj cu înălțime mică pentru a crea un lac, care asigură o cantitate suficientă de apă la intrarea în conductele care duc la turbine, care sunt instalate la un nivel sub cel al apei din amonte. Față de centralele fără lac de acumulare, cele cu lac pot stoca apa provenită din variațiile zilnice și ale încărcării. În general, centralele folosesc o parte sau cea mai mare parte a debitului unui râu (până la 95% din debitul mediu anual, restul fiind deversat), prin conducte și/sau tunele care conduc apa la turbinele care acționează grupurile generatoare de energie electrică, apoi returnează apa înapoi în râu, în aval.
Hidrocentralele pe firul apei diferă mult ca concept și aspect de hidrocentralele convenționale. Barajele centralelor tradiționale stochează în lacurile de acumulare cantități enorme de apă, uneori inundând suprafețe mari. Centralele pe firul apei nu au dezavantajele asociate lacurilor de acumulare și astfel au un impact mai mic asupra mediului.
În lume, termenul „pe firul apei” pentru proiectele energetice are două sensuri diferite. Unii consideră o centrală ca fiind pe firul apei doar dacă nu există o stocare a apei. Dezvoltatorii pot eticheta greșit un proiect ca fiind „pe firul apei” pentru a calma percepția publicului cu privire la efectele sale de mediu sau sociale. Rețeaua Europeană a Operatorilor de Sisteme de Transport de Energie Electrică distinge „hidrocentralele pe firul apei cu lac” – care pot reține suficientă apă pentru a permite generarea timp de până la 24 de ore – de hidrocentralele cu lac de acumulare convenționale, care pot genera energie electrică mult mai mult decât 24 de ore fără pompaj.
Multe dintre centralele mari pe firul apei au fost proiectate la o scară și o capacitate de generare care rivalizează cu unele centrale cu baraje tradiționale. De exemplu, Hidrocentrala Beauharnois⁠(d) din Quebec are o putere instalată de 1853 MW, iar hidrocentrala Porțile de Fier I are o putere instalată de 2216 MW (1166,4 MW pe partea română și 1050 MW pe partea sârbă). Unele centrale sunt în aval de alte baraje și lacuri. Este posibil ca lacul de acumulare al centralei să nu fi fost construit prin proiect, dar centrala profită de apa furnizată de acesta. Un exemplu ar fi Hidrocentrala La Grande-1⁠(d) din 1995, de 1436 MW. Barajele și lacurile anterioare din amonte făceau parte din amenajarea James Bay Project⁠(d) din 1980.
Există și forme mici și oarecum mobile ale centralelor pe firul apei. Un exemplu este așa-numita „geamandură electrică”', o mică hidrocentrală plutitoare. Ca majoritatea geamandurilor, este ancorat de sol, în acest caz într-un râu. Energia din apa în mișcare propulsează un generator electric. Prototipurile producătorilor comerciali generează energie pe cursul mijlociu al Rinului în Germania și pe Dunăre în Austria.

## Turbine
În funcție de diferența de căderea disponibilă a apei, hidrocentralele pe firul apei sunt echipate cu:
- turbine Kaplan pentru căderi de cel puțin 10 m;
- turbine bulb pentru căderi mai mici.